# Dangraha
Dangraha – gaun wikas samiti we wschodniej części Nepalu w strefie Kośi w dystrykcie Morang. Według nepalskiego spisu powszechnego z 2001 roku liczył on 1075 gospodarstw domowych i 5007 mieszkańców (2521 kobiet i 2486 mężczyzn).